# Blue Ridge (Georgie)
Blue Ridge je město v Fannin County, v Georgii, ve Spojených státech amerických. V roce 2011 žilo ve městě 1289 obyvatel.

## Demografie
Podle sčítání lidí v roce 2000 žilo ve městě 1210 obyvatel, 553 domácností a 319 rodin. V roce 2011 žilo ve městě 601 mužů (46,7 %), a 668 žen (53,3 %). Průměrný věk obyvatele je 45 let.